# 바라하스역
바라하스역(스페인어: Barajas)은 마드리드 지하철 8호선의 역이다. 마드리드 바라하스 구 티몬 지역의 파하로네스 광장 바로 옆 로그로뇨 대로 지하에 위치해 있다. 마드리드 지하철의 요금구역 상으로는 A구역에 속한다.

## 역사
1999년 9월 7일 문을 열었으며 한동안 8호선의 시종착역으로 운영되다가 2007년 5월 아에로푸에르토 T4 역이 문을 열면서 일반역이 되었다.

## 환승 정보
역 주변에 시내버스 정류장은 한 곳뿐이고, 오히려 시외버스 노선이 많이 다닌다.
버스
- 시내버스
  - 151번 노선 (주간)
- 시외버스
  - 211, 212, 214, 256, 263, 827번 노선 (주간)

지하철
| 마드리드 지하철                            | 마드리드 지하철       | 마드리드 지하철   |
| ------------------------------------------ | --------------------- | ----------------- |
| 페리아 데 마드리드 누에보스 미니스테리오스 | 마드리드 지하철 8호선 | 아에로푸에르토 T4 |